# Torbole Casaglia
Torbole Casaglia is een gemeente in de Italiaanse provincie Brescia (regio Lombardije) en telt 5569 inwoners (31-12-2004). De oppervlakte bedraagt 13,3 km², de bevolkingsdichtheid is 393 inwoners per km².

## Demografie
Torbole Casaglia telt ongeveer 2169 huishoudens. Het aantal inwoners steeg in de periode 1991-2001 met 25,8% volgens cijfers uit de tienjaarlijkse volkstellingen van ISTAT.
| Jaar | Inwoneraantal |
| ---- | ------------- |
| 1991 | 4066          |
| 2001 | 5113          |

## Geografie
De gemeente ligt op ongeveer 114 m boven zeeniveau.
Torbole Casaglia grenst aan de volgende gemeenten: Azzano Mella, Castel Mella, Lograto, Roncadelle, Travagliato.